# Isotima dorsalis
Isotima dorsalis är en stekelart som beskrevs av Kanhekar 1989. Isotima dorsalis ingår i släktet Isotima och familjen brokparasitsteklar. Inga underarter finns listade i Catalogue of Life.